# أس أر في-300
أس أر في-300 عبارة عن مركبة إنقاذ عميقة تم تصنيفها بحيث تصل إلى 300 متر (980 قدم). تم بناؤه بواسطة DRASS Galeazzi ( ليفورنو ) لصالح البحرية الإيطالية، وهي قادر على الغوص إلى 300 متر (980 قدم)  تحمل 12 راكبًا بالإضافة إلى الطاقم. ترسو في لا سبيتسيا.